# 西南圣安东尼奥
西南圣安东尼奥是巴西巴拉那州的一个市镇。总面积325.672平方公里，总人口19260人，人口密度59.1人/平方公里。